# Nome de Min

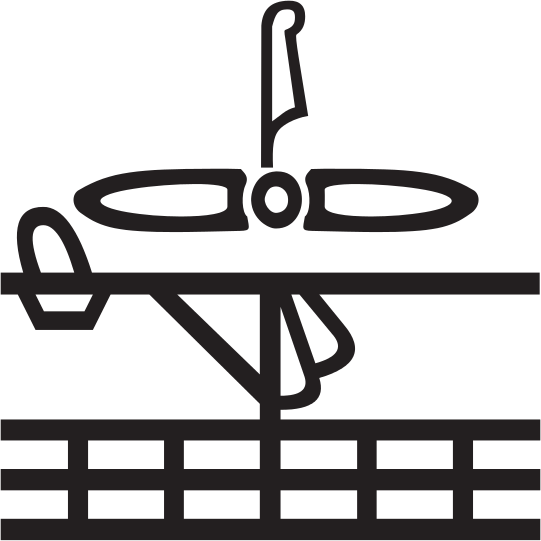
Hiéroglyphe symbole du Nome.

Le nome de Min (wn mnw) est l'un des 42 nomes (division administrative) de l'Égypte antique. C'est l'un des vingt-deux nomes de la Haute-Égypte et il porte le numéro neuf.

## Géographie
Ce nome faisait près de 42 km de long selon la liste des nomes de Sésostris Ier. Le nome était situé entre le nome de la Grande Terre (8e) au sud et le nome du Cobra (10e) au nord,.

## Histoire
La nécropole de la ville d'Akhmîm, située à El-Hawawish, montre que les nomarques du nomes ont joué un rôle important et ont beaucoup bénéficié dans la décentralisation de l'administration égyptienne à la fin de la Ve dynastie et de la VIe dynastie. Akhmîm était d'ailleurs peut-être la ville natale d'Ipout Ire, épouse du roi Téti et mère du roi Pépi Ier, rois du début de la VIe dynastie. 
Akhmîm est la ville natale de Youya, haut-fonctionnaire, et Touya, parents de Tiyi, épouse d'Amenhotep III. Le roi Aÿ, de la fin de la XVIIIe dynastie était originaire d'Akhmîm. Il est possible que la reine Néfertari, grande épouse royale de Ramsès II, vienne d'Akhmîm.

## Divinités locales

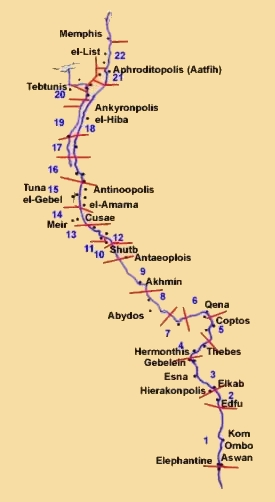
Les nomes de Haute-Égypte

Dans la ville d'Athribis, la divinité principale était la déesse Repyt (en) qui y possédait un temple construit à la fin de la période ptolémaïque.
Dans la ville d'Akhmîm, la divinité principale était le dieu Min qui y possédait un temple rupestre construits pendant la XVIIIe dynastie. Deux autres temples ont également été construit dans la ville, l'un du Nouvel Empire (Thoutmôsis III de la XVIIIe dynastie et Ramsès II de la XIXe dynastie) puis restauré sous Ptolémée II (période ptolémaïque) et la période romaine, l'autre temple date quant à lui de la période romaine,.

## Lieux principaux
- Akhmîm
  - El-Hawawish (nécropole)
  - el-Salamuni (nécropole)
- Athribis
- Bompaë
- Apollinariados Nesos
- Itos (en)
- Psonis